# Michelle Smith (Leichtathletin)
Michelle Smith (* 18. Juni 2006 in Frederiksted) ist eine Leichtathletin von den Amerikanischen Jungferninseln, die sich auf den Hürdenlauf spezialisiert hat.

## Sportliche Laufbahn
Erste Erfahrungen bei internationalen Meisterschaften sammelte Michelle Smith im Jahr 2022, als sie bei den CARIFTA Games in Kingston in 2:10,78 min die Goldmedaille im 800-Meter-Lauf gewann und auch über 400 m Hürden in 58,61 s in der U17-Altersklasse siegte. Zudem gewann sie im 100-Meter-Hürdenlauf in 14,31 s die Silbermedaille. Anschließend startete sie über 400 m Hürden bei den U20-Weltmeisterschaften in Cali und belegte dort mit neuem Landesrekord von 57,48 s den fünften Platz. Im Jahr darauf siegte sie bei den CARIFTA Games in Nassau in 2:09,72 min über 800 Meter in der U20-Altersklasse und siegte in 57,69 s auch im 400-Meter-Hürdenlauf. Im Juli belegte sie bei den Zentralamerika- und Karibikspielen in San Salvador in 57,43 s über 400 m Hürden und anschließend siegte sie in 2:09,90 min über 800 Meter sowie in 56,99 s über 400 m Hürden bei den U18-NACAC-Meisterschaften in San José und sicherte sich dort in 13,88 s die Silbermedaille über 100 m Hürden. Im November nahm sie an den Panamerikanischen Spielen in Santiago de Chile teil und gelangte dort mit 57,53 s auf den vierten Platz. 2024 verbesserte sie den Landesrekord über 400 m Hürden auf 56,06 s und siegte dann in 56,28 s erneut bei den CARIFTA Games in St. George’s. Zudem siegte sie dort in 2:06,18 min auch über 800 Meter. Im August belegte sie bei den U20-Weltmeisterschaften in Lima in 57,21 s den vierten Platz über 400 m Hürden. Im Jahr darauf siegte sie bei den CARIFTA Games in Port of Spain in 50,60 s über 400 m Hürden sowie in 2:07,23 min auch über 800 Meter. Im Juli gewann sie dann bei den World University Games in Bochum in 55,65 s die Silbermedaille hinter der Italienerin Alice Muraro. 
In den Jahren 2023 und 2024 wurde Smith Landesmeisterin im 400-Meter-Hürdenlauf sowie 2023 auch über 100 Meter und 2024 über 100 m Hürden.

## Persönliche Bestleistungen
- 100 Meter: 11,83 s (−1,4 m/s), 9. Juli 2023 in Saint Croix
- 800 Meter: 2:06,18 min, 1. April 2024 in St. George’s (nationaler U20-Rekord)
- 100 m Hürden: 14,19 s (−0,6 m/s), 5. Mai 2022 in Winter Garden (nationaler U20-Rekord)
- 400 m Hürden: 54,56 s, 4. April 2025 in Gainesville (Landesrekord)